# Canal Chesapeake-Ohio
El canal Chesapeake-Ohio fue un canal del río Potomac, activo entre 1831 y 1924, que unía las ciudades de Washington D. C. y Cumberland, Maryland, en Estados Unidos. Se usó principalmente para el transporte de carbón procedente de las cercanas montañas Allegheny.
El canal tenía una longitud de 297 km y permitía el paso de barcas de hasta unos 27 metros eslora y casi 4,5 metros de manga. Para su uso, requirió la construcción de 74 esclusas, once puentes acuíferos para cruzar las mayores corrientes, más de 240 obras de drenaje para cruzar las corrientes menores y el túnel Paw Paw, de 950 metros. Una sección planeada entre el río Ohio y Pittsburgh nunca fue construida. Actualmente el canal es mantenido por el Parque Histórico Nacional del Canal Chesapeake-Ohio con un sendero a lo largo del canal, para caminantes y ciclistas.

## Galería

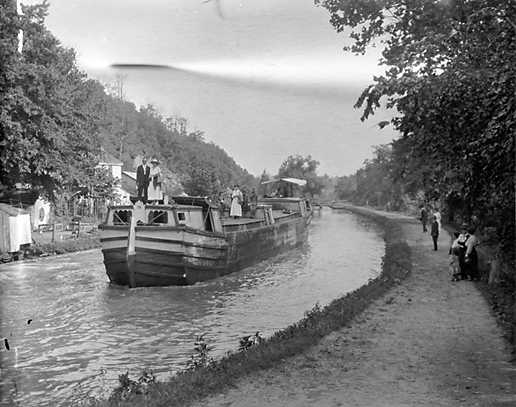
El canal a comienzos del s. XX
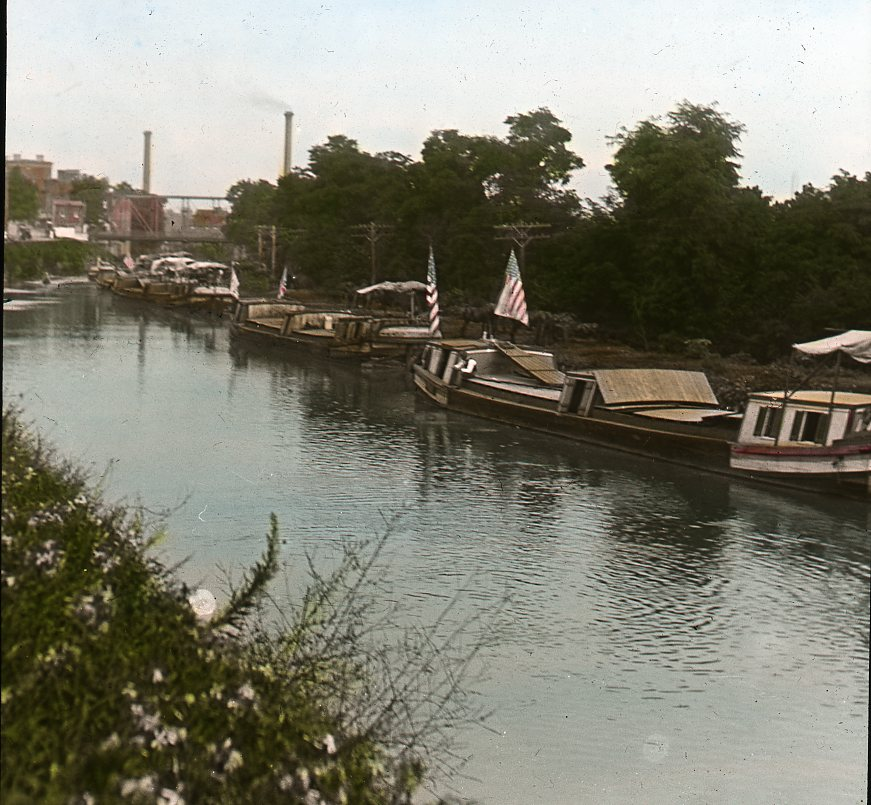
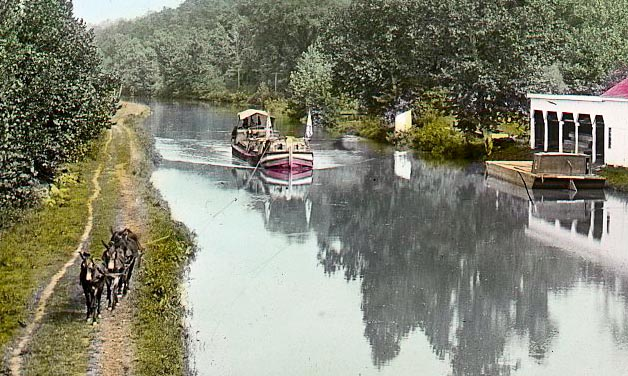
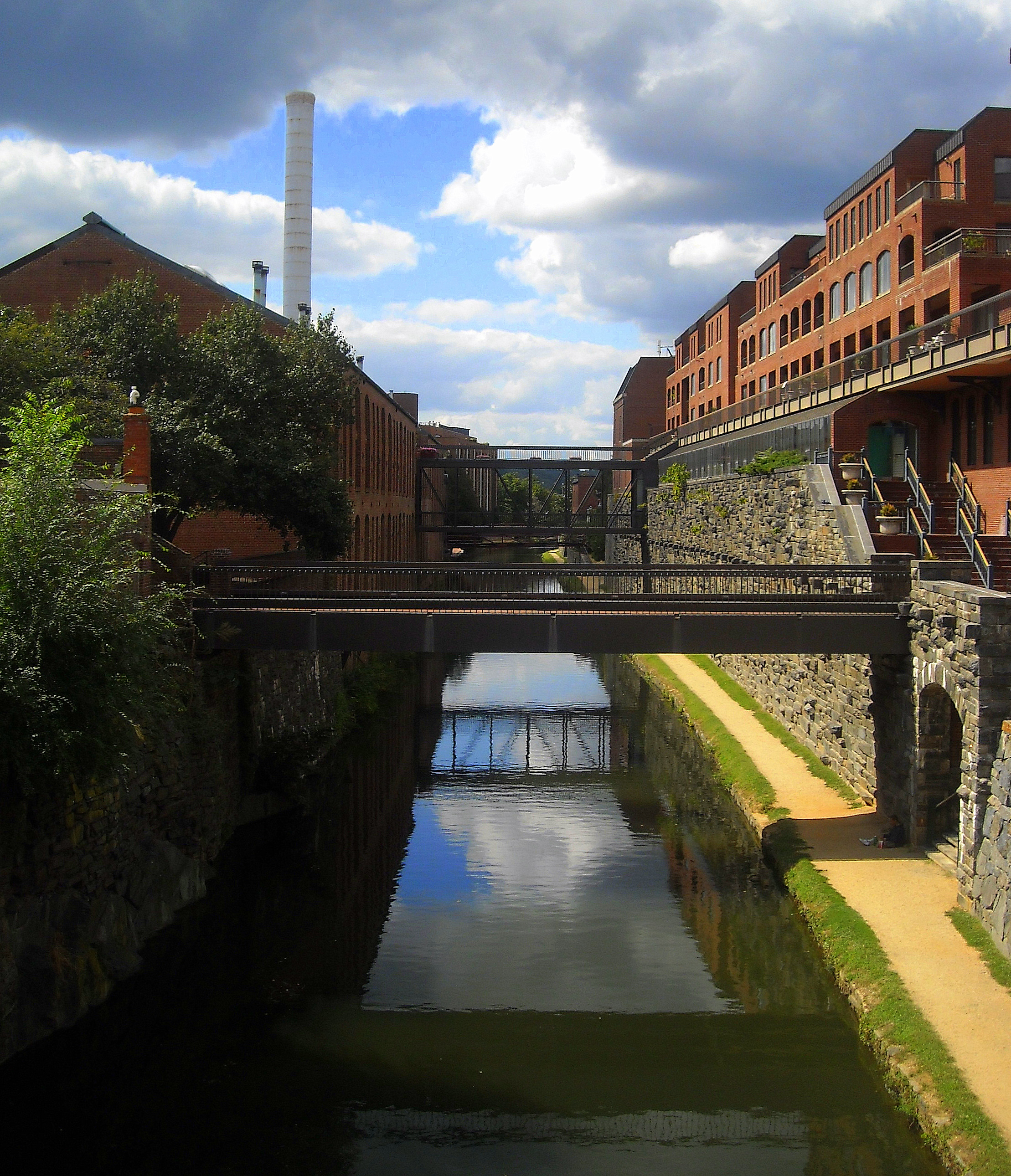
El canal en Georgetown
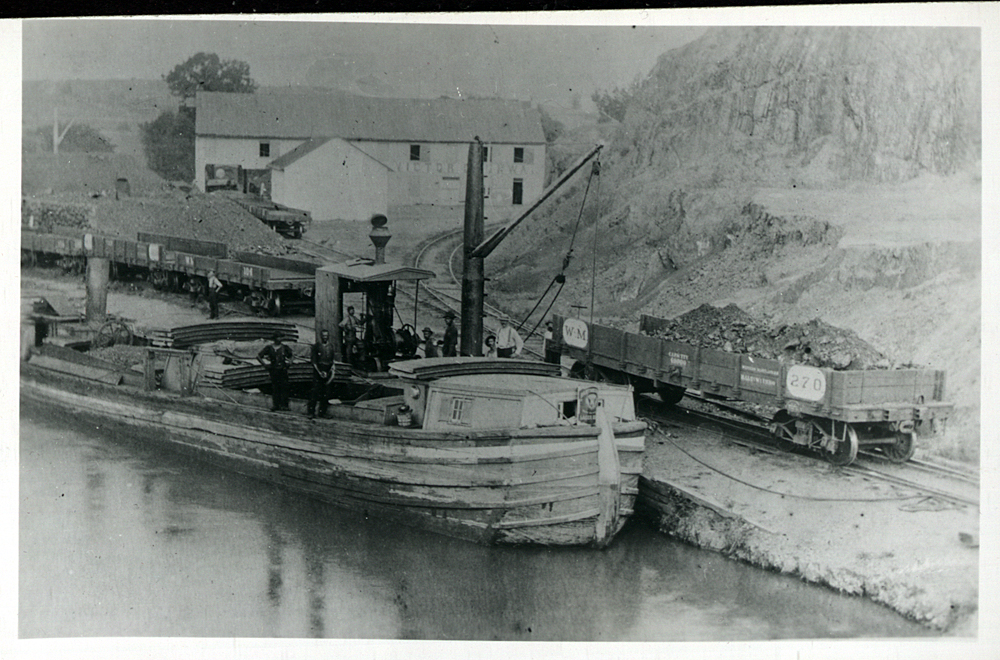
Barco de vapor en el canal